# Meteorium aureonitens
Meteorium aureonitens là một loài Rêu trong họ Meteoriaceae. Loài này được (Hook. ex Schwägr.) Mitt. mô tả khoa học đầu tiên năm 1859.